# طوربيد نووي

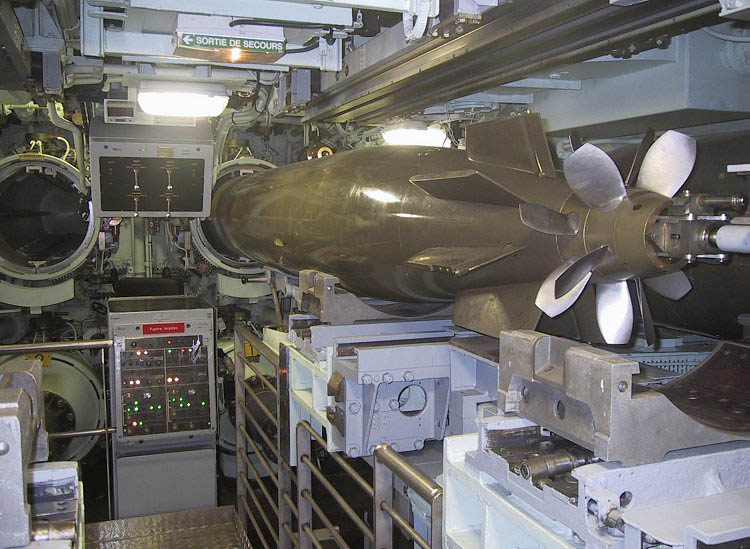
طربيد نووي في منصة الإطلاق في غواصة فرنسية

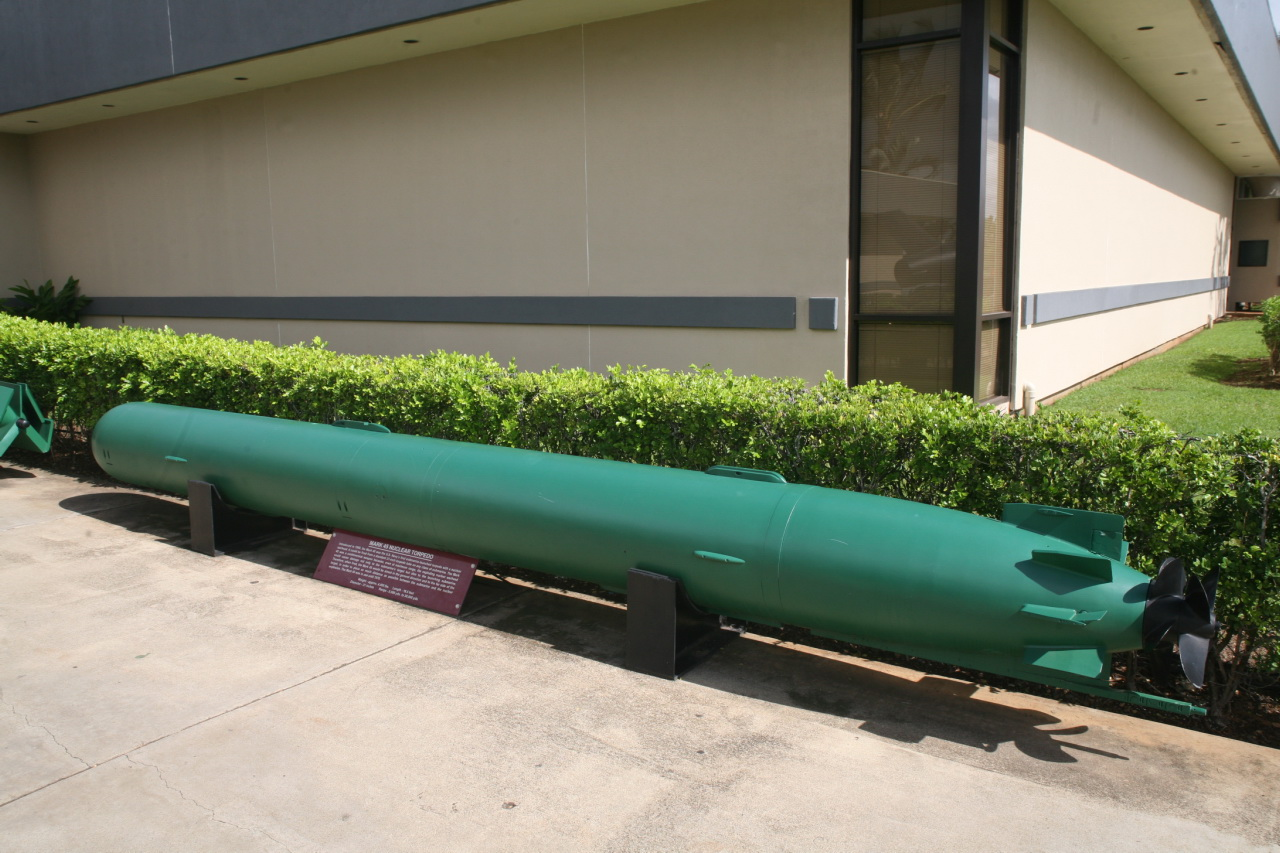
طوربيد مارك 45

الطوربيد النووي هو طربيد برأس حربي نووي حيث كانت الفكرة وراء الرؤوس النووية في الطوربيد هي خلق انفجار أكبر وأكثر انفجارية.

## نبذة
خلال الحرب الباردة حلت الطوربيدات النووية محل بعض الطوربيدات التقليدية في الغواصات بالاتحاد السوفييتي والولايات المتحدة.
حيث قام الاتحاد السوفييتي بتطوير T15 و T5 و ASB-30 وكان الطربيد الوحيد النووي الذي تستخدمه الولايات المتحدة هو الطربيد مارك 45.